# Johnnie Parsons
 Johnnie Woodrow Parsons  fou un pilot estatunidenc de curses automobilístiques nascut el 4 de juliol del 1918.
Parsons va ser campió diverses vegades de midget cars passant a córrer a la Champ Car, que va disputar les temporades 1949-1958 incloent-hi la cursa de les 500 milles d'Indianapolis d'aquests anys. Va guanyar la cursa de 1950.
Johnnie Parsons va morir el 8 de setembre del 1984.

## Resultats a la Indy 500
| Any    | Cotxe  | Sortida | Vel. mitja | Ranking | Final  | Voltes | V. líder | Retirat            |
| ------ | ------ | ------- | ---------- | ------- | ------ | ------ | -------- | ------------------ |
| 1949   | 12     | 12      | 132.900    | 2       | 2      | 200    | 0        | Va acabar          |
| 1950   | 1      | 5       | 132.044    | 8       | 1      | 138    | 115      | Va GUANYAR         |
| 1951   | 3      | 8       | 132.154    | 28      | 21     | 87     | 0        | Magneto            |
| 1952   | 5      | 31      | 135.328    | 19      | 10     | 200    | 0        | Va acabar          |
| 1953   | 21     | 8       | 137.667    | 3       | 26     | 86     | 0        | Cigonyal           |
| 1954   | 15     | 15      | 139.578    | 6       | 32     | 79     | 0        | Avaria al pit stop |
| 1955   | 16     | 27      | 136.809    | 27      | 21     | 119    | 0        | Magneto            |
| 1956   | 98     | 6       | 144.144    | 7       | 4      | 200    | 16       | Va acabar          |
| 1957   | 18     | 17      | 140.784    | 21      | 16     | 195    | 0        | A 5 voltes         |
| 1958   | 45     | 6       | 144.683    | 6       | 12     | 200    | 0        | Va acabar          |
| Totals | Totals | Totals  | Totals     | Totals  | Totals | 1504   | 131      |                    |

| Curses       | 10  |
| Poles        | 0   |
| Voltes líder | 131 |
| Victòries    | 1   |
| Top 5        | 3   |
| Top 10       | 4   |
| Retirades    | 4   |

## A la F1
El Gran Premi d'Indianapolis 500 va formar part del calendari del campionat del món de la Fórmula 1 entre les temporades 1950 a la 1960.
Els pilots que competien a la Indy durant aquests anys també eren comptabilitats pel campionat de la F1.
Johnnie Parsons va participar en 9 curses de F1, debutant i guanyant al Gran Premi d'Indianapolis 500 del 1950.

### Palmarès a la F1
- Participacions: 9
- Poles: 0
- Voltes Ràpides: 1
- Victòries: 1
- Pòdiums: 1
- Punts vàlids per la F1: 12